# Jonne Kemppinen
Jonne Kemppinen (Lahti, 25 de agosto de 1986) é um futebolista finlandês.